# Polypodium minutissimum
Polypodium minutissimum là một loài dương xỉ trong họ Polypodiaceae. Loài này được J.W.Moore mô tả khoa học đầu tiên năm 1933.
Danh pháp khoa học của loài này chưa được làm sáng tỏ. 